# Phanoperla parva
Phanoperla parva är en bäcksländeart som beskrevs av Peter Zwick 1982. Phanoperla parva ingår i släktet Phanoperla och familjen jättebäcksländor. Inga underarter finns listade i Catalogue of Life.